# Parti delfin
A parti delfin (Sotalia fluviatilis) az emlősök (Mammalia) osztályának párosujjú patások (Artiodactyla) rendjébe, ezen belül a delfinfélék (Delphinidae) családjába tartozó faj. Egyéb nevei: folyami gadamu vagy helyi nevén tucuxi.
Nemének a típusfaja.

## Előfordulása
Ez a delfinfaj kizárólag a Dél-Amerikában található Amazonas folyó vízrendszerében él. Brazília, Venezuela, Kolumbia, Ecuador és Peru egyes területein fordul elő.
A létét veszélyeztető tényezők: Vadászat, halászat, halászhálóba gabalyodás, élőhelyének tönkretétele.

## Megjelenése
A folyami állatok többnyire világosabbak és kisebbek, mint a part mentén élő egyedek. Mindkét formánál az életkor előrehaladtával a bőr gyakran egyre világosabbá válik. Összetéveszthető a nagyon hasonló palackorrú delfinnel, de a parti delfin kisebb, arcorra hosszabb és háromszögletű hátúszójának csúcsa hajlottabb. Elterjedési területének nagy része fedi a szintén hasonló amazonasi folyamidelfin-ét, de a parti delfin annál is kisebb és hátúszója feltűnőbb, valamint homlokzsírpárnája kisebb. Nagy egyedszámú folyami delfin populációk ellenére, a parti delfin nem áll közeli rokonságban e delfinekkel.
Hátúszó: Középen helyezkedik el.
Felnőtt tömeg: 35–45 kg.
Újszülött mérete: Kb. 70 cm.
Felnőtt mérete: 1,3-1,8 m.
Színváltozatok: Az egyedek és a populációk között rengeteg színváltozat fordul elő.

## Életmódja
Tápláléka halakból és rákokból áll. Általában fél a csónakoktól, de egyes példányokat meg lehet közelíteni. Az elhaladó járművek sodorvizében úszhat, de az orrvizet nem lovagolja meg. Gyakran látható amint kémlelődik, farkát és mellúszóit csapkodja, delfinszerűen úszik. Képes nagyon magasra ugrani (általában oldalára esek vissza), különösen ha megzavarják. Merülése általában rövid (kb. 30 másodperc), ritkán tartózkodik egy percnél tovább a víz alatt. Fürgén úszik. Kis csoportjai gyakran úsznak együtt, ami erős szociális kapcsolatra utal. Átlagosan 2-7 egyedből álló csoportokban élnek. Lehet látni folyami delfinekkel együtt táplálkozva és az Amazonasban gyakran társul táplálkozó vízi madarakhoz. Kilégzése a folyami delfinekéhez képest nagyon csendes. Amikor a felszínre jönnek, a fejüket és testük elülső részét is a víz fölé emelik.